# Stuttgart Database of Scientific Illustrators 1450–1950
Stuttgart Database of Scientific Illustrators 1450–1950 (DSI) je online úložiště bibliografických údajů o lidech, kteří ilustrovali publikované vědecké práce od času vynálezu tiskařského lisu; tj. od roku 1450 do roku 1950. Koncový rok 1950 byl zvolen s ohledem na záměr vyloučit v současnosti aktivní ilustrátory. Databáze zahrnuje ilustrátory, kteří působili v řadě oborů včetně astronomických, botanických, zoologických a medicínských ilustrací.
Hosting databáze zajišťuje stuttgartská univerzita. Bezplatně přístupný obsah je v angličtině.
Návrhy pro přidání nebo rozšíření záznamů může podávat i veřejnost. Návrhy jsou před schválením posuzovány editory.